# The Honorary Title
The Honorary é uma banda de indie rock dos Estados Unidos formada em Nova Iorque, iniciada em janeiro de 2002.

## Membros
- Jarrod Gorbel - vocalista, guitarra e violão
- Aaron Kamstra
- Músicos contratados

## Discografia

### Álbuns
- The Honorary Title, 2003
- Anything Else But the Truth, 2004
- Scream and Light Up the Sky, 2007